# Cornedo Vicentino
Cornedo Vicentino este o comună din provincia Vicenza, regiunea Veneto, Italia, cu o populație de 11.678 locuitori (1 ianuarie 2023) și o suprafață de 23,56 km².

## Demografie
Cornedo Vicentino - evoluția demografică

|  | Graficele sunt indisponibile din cauza unor probleme tehnice. Mai multe informații se găsesc la Phabricator și la wiki-ul MediaWiki. |

Date: Recensăminte sau birourile de statistică - grafică realizată de Wikipedia